# Éva Heyman
Heyman Éva (Nagyvárad, 1931. február 13. – Auschwitz-Birkenau, Harmadik Birodalom, 1944. október 17.) nagyváradi zsidó lány. A naplóját az 1944. márciusi német megszállás alatt kezdte el írni, később édesanyja formálta könyvvé lánya naplóját, amelyet 1945-ben kapott meg szakácsnőjüktől, aki addig őrizte. A napló Éva lányom címmel jelent meg 1948-ban. Sokan Anne Frank naplójához hasonlítják.

## Élete
Édesanyja, Rácz Ágnes 1933 óta elvált volt, újraházasodott, és Éva mostohaapjával, Zsolt Béla íróval élt Budapesten. Éva anyja szüleivel maradt Nagyváradon, és ott járt iskolába. Apját, Heyman Bélát, aki építész volt és a város másik végén lakott, szintén csak ritkán látta. 1942-ben Zsolt Bélát kényszermunkára hívták be, de Ágnesnek sikerült kiváltania őt. Amikor 1944 elején a bombázások elérték Budapestet, mindketten a biztonságosabbnak vélt Nagyváradra költöztek szüleikhez és lányukhoz.
1944. június 6-án, a szövetségesek normandiai partraszállásának napján Évát nagyszülei társaságában egy állatszállító vagonban Auschwitzba deportálták. Míg a nagyszülők gázkamrába kerültek, Évát a koncentrációs tábor orvosa, Josef Mengele emberkísérleteihez választották ki.

## Fordítás
Ez a szócikk részben vagy egészben  az   Eva Heyman című angol Wikipédia-szócikk ezen változatának fordításán alapul.  Az eredeti cikk szerkesztőit annak laptörténete sorolja fel. Ez a jelzés csupán a megfogalmazás eredetét és a szerzői jogokat jelzi, nem szolgál a cikkben szereplő információk forrásmegjelöléseként.